# シャイアー (企業)
シャイアー（英: Shire plc）は、武田薬品工業の子会社の一つであり、希少疾患に関する医薬品の開発・製造を行う、製薬およびバイオテクノロジー企業。本社はアイルランド・ダブリンに置かれている（登記上の本店はチャンネル諸島のセント・ヘリア）。

## 設立
1986年、イギリス・ハンプシャー州のベイジングストークで、Harry Stratford、Dennis Stephens、Peter Moriarty、Geoff Hallの4人の起業家により設立された。シャイアーの開発した最初の医薬品は、骨粗鬆症用の「Calcichew-D3」であり、その後血液・免疫・神経科学・血管性浮腫や腫瘍など各分野の希少疾患に開発対象を拡大した。1996年にロンドン証券取引所に上場した。2008年、当時の労働党政権が特許使用料に関する新しい課税制度を打ち出すと、シャイアーは課税対象となる拠点をベイジングストークからダブリンに移転させた。ベイジングストークはイギリス事業の拠点とされてきたが、世界的な主要機能は、本社を置くダブリンのほか、アメリカのレキシントンやスイスのツークなどに置かれ、多国籍企業の色彩が強い。

## 企業買収
シャイアーは希少疾患の製薬に関わる戦略的買収を積極的に行ってきた。1997年、アメリカ・メリーランド州に拠点を置くPharmaveneとRichwood Pharmaceuticalを相次いで買収、2001年にカナダ・モントリオールに拠点を置くBioChem Pharmaceuticalを、2006年にアメリカ・ボストンに拠点を置くTranskaryotic Therapies Inc.を、2007年にアメリカ・ペンシルバニア州に拠点を置くNew River Pharmaceuticals Inc.を、2008年にドイツ・ベルリンに拠点を置くJerini AGを、2010年にジョンソン・エンド・ジョンソンのスピンオフ企業であるベルギーのMovetisを、2011年にアメリカ・コネチカット州に拠点を置くAdvanced BioHealing Inc.を、2012年にカリフォルニア州に拠点を置くFerroKin BioSciences Inc.を、2013年にマサチューセッツ州に拠点を置くLotus Tissue Repair, Inc.と、サンフランシスコに拠点を置くSARcode Bioscience Inc.と、ペンシルバニア州に拠点を置くViroPharma Inc.を、2015年、ニュージャージー州に拠点を置くNPSファーマシューティカルズをそれぞれ買収した。2016年にバクスターのスピンオフ企業であったバクスアルタを買収、同社日本法人もシャイアーに統合された。

## 武田薬品工業による買収
2018年4月、武田薬品工業がシャイアーの買収に向けて接触を図っていることが報じられ、その直後シャイアー側も武田からの3度に渡る買収提案（1度目は410億ポンド、2度目は430億ポンド、3度目は440億ポンド）をすべて拒絶したことを認めた。武田は更に買収額を上乗せし、4月24日には5度目の提案となる458億ポンドを提示。これを受けたシャイアーは翌4月25日、武田の提案を株主に諮ることを表明。そして5月8日、武田がシャイアーを460億ポンド（約6兆8000億円）で買収することで双方が合意に達した。12月5日に開かれた武田の臨時株主総会でシャイアーの買収が承認され、日本のM&Aで過去最高額となる約6.8兆円の巨額買収が成立。買収手続きは翌2019年1月8日に完了し、シャイアーは武田の子会社となるとともに、武田は連結売上高が3兆円を超える世界8位のメガファーマとなった。

## 日本におけるシャイアー
日本では2008年に事務所を開設、2013年4月に日本法人（シャイアー・ジャパン株式会社）が東京で設立され、丸の内の鉄鋼ビルディングに入居していたが、2019年に行われた武田薬品工業によるシャイアーの買収を受けて日本法人も同社の完全子会社となり、2020年10月1日をもって武田薬品工業に吸収合併された。
武田の買収以前から販売されていた自社製品のうち、2011年11月にシャイアーと塩野義製薬との間で締結したライセンス契約に基づき販売されている注意欠陥・多動性障害（ADHD）治療剤インチュニブ・ビバンセについては買収後も引き続き武田と塩野義の両者によるプロモーションが行われてきたが、2022年10月31日に2023年4月以降の両剤のプロモーションは武田が単独で行うとともに、塩野義が取得している両剤の製造販売承認についても武田へ承継することが発表された。